# Paraje natural de las Cuevas del Truig

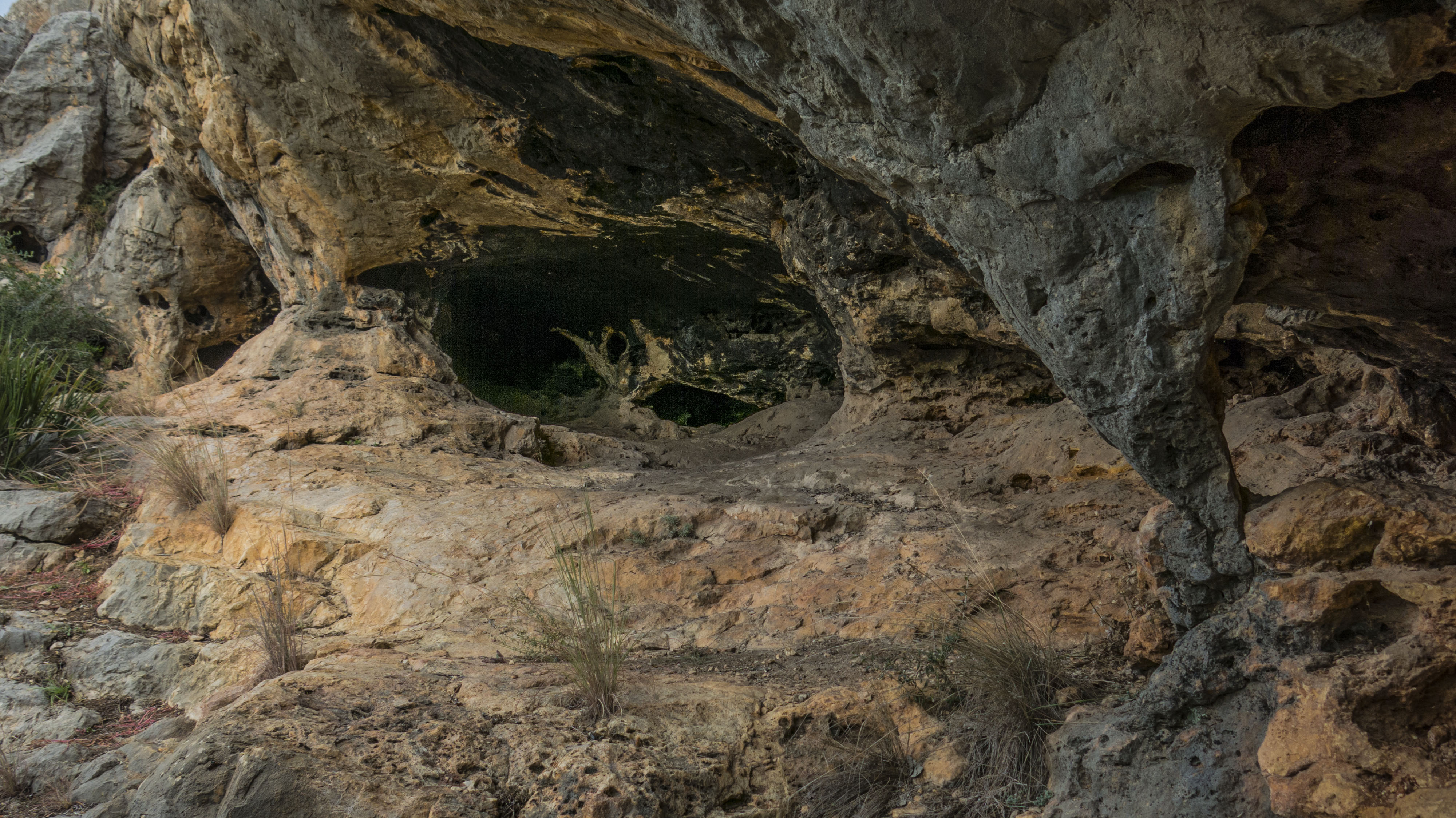
Cueva del Truig

Las  Cuevas del Truig (en valenciano: Coves del Truig) están situadas en la comarca de la Ribera Alta, en la provincia de Valencia, España, dentro del término de Benimodo. Comprende toda la cabecera del barranco de Coves, donde se encuentran tres emplazamientos arqueológicos: el poblado del Puntal del Barranco de Coves (bronce Inicial); el Puntal del Barranco de Coves, de época indeterminada y las cuevas del Truig (bronce pleno), situadas en el límite del municipio de Benimodo, justo antes de entrar en el término de Tous.
El Ministerio de Medio Ambiente, mediante la Confederación Hidrográfica del Júcar, con fondos propios y de la Unión Europea, aprobó un proyecto encaminado al mantenimiento de las condiciones naturales del entorno, en el aspecto medioambiental y para acercar la población al patrimonio histórico y natural de que dispone el municipio de Benimodo.

## Imágenes del paraje

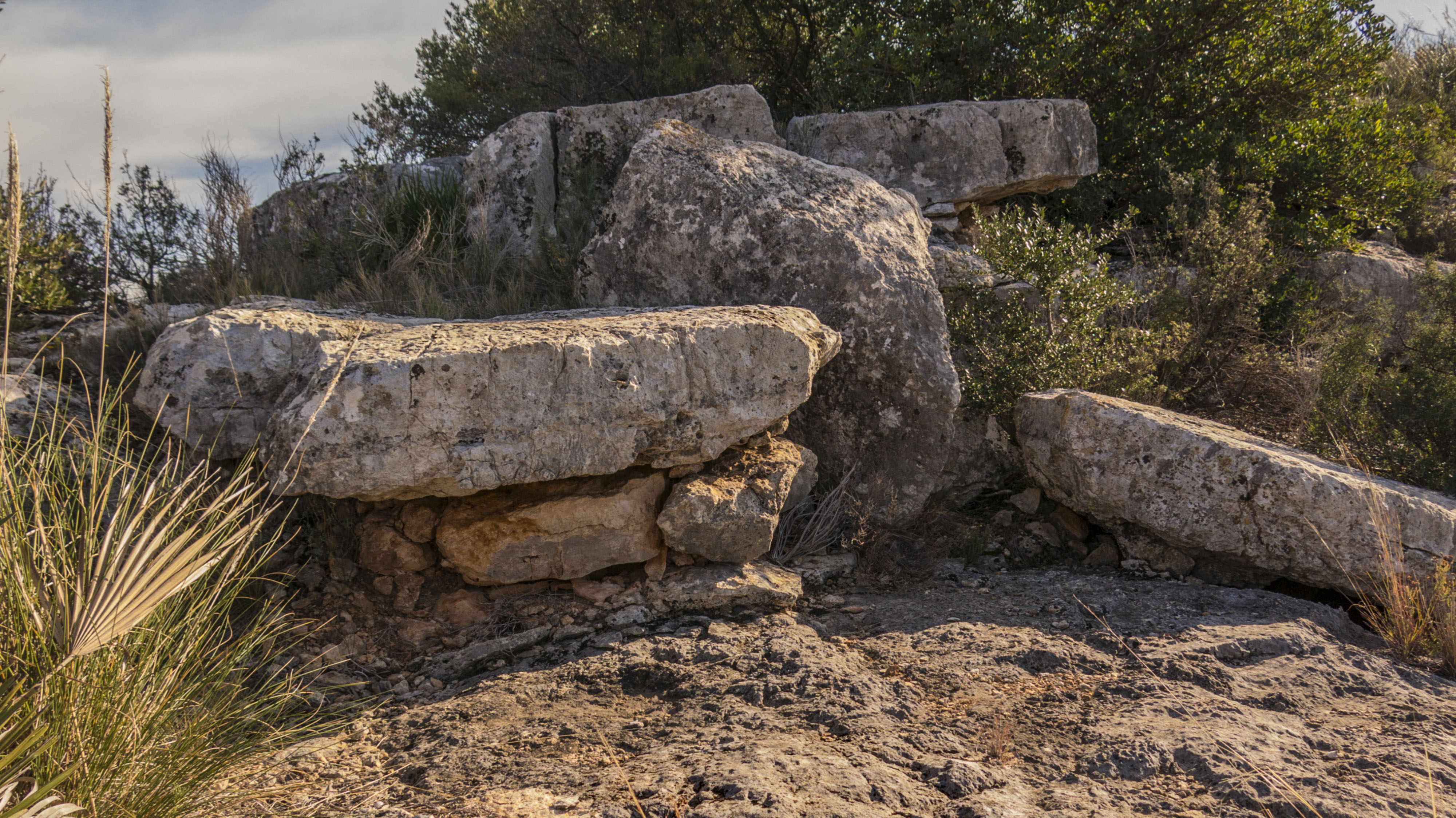
Poblado Puntal del Barranco de las Cuevas del Truig
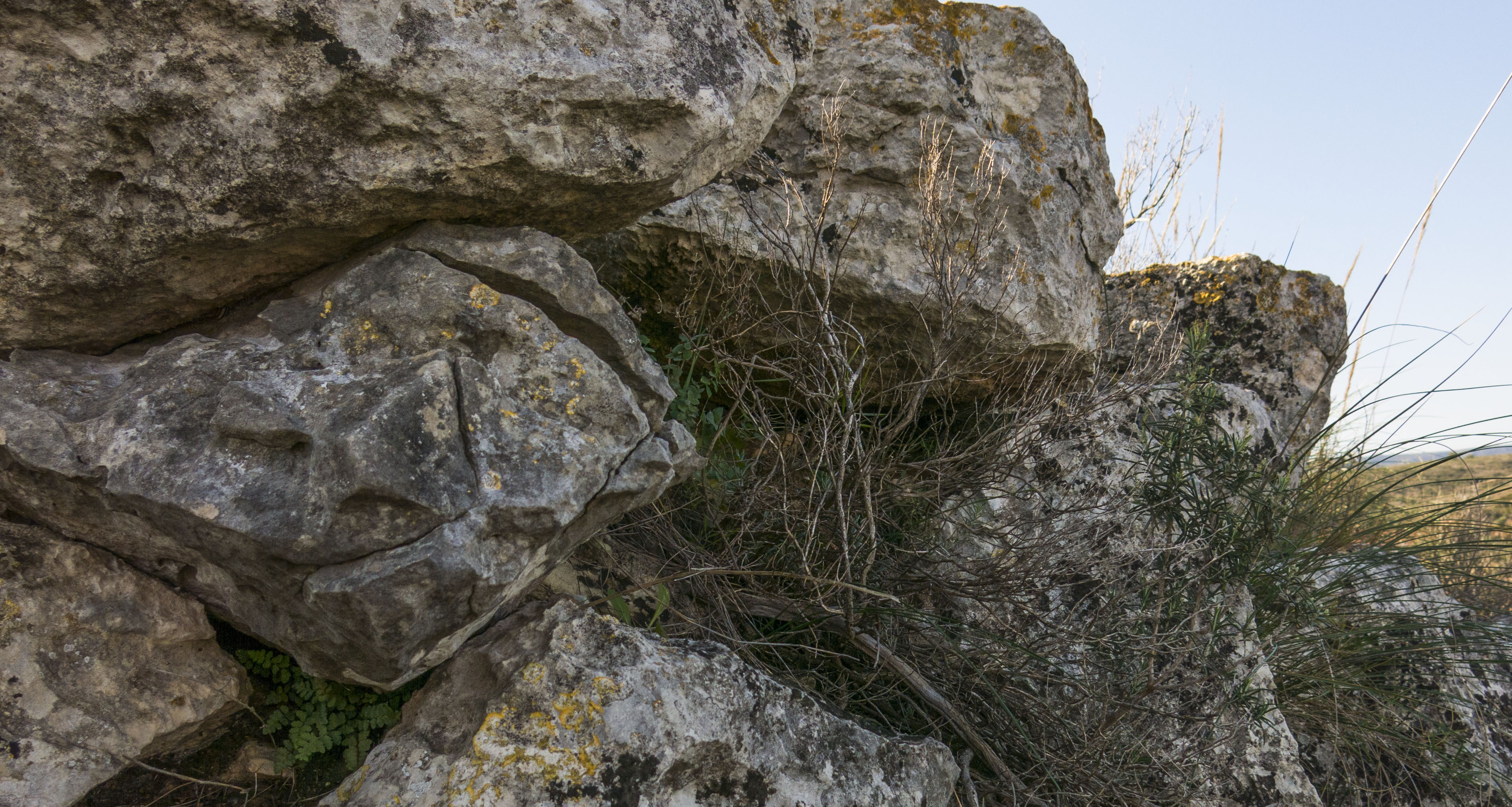
Poblado
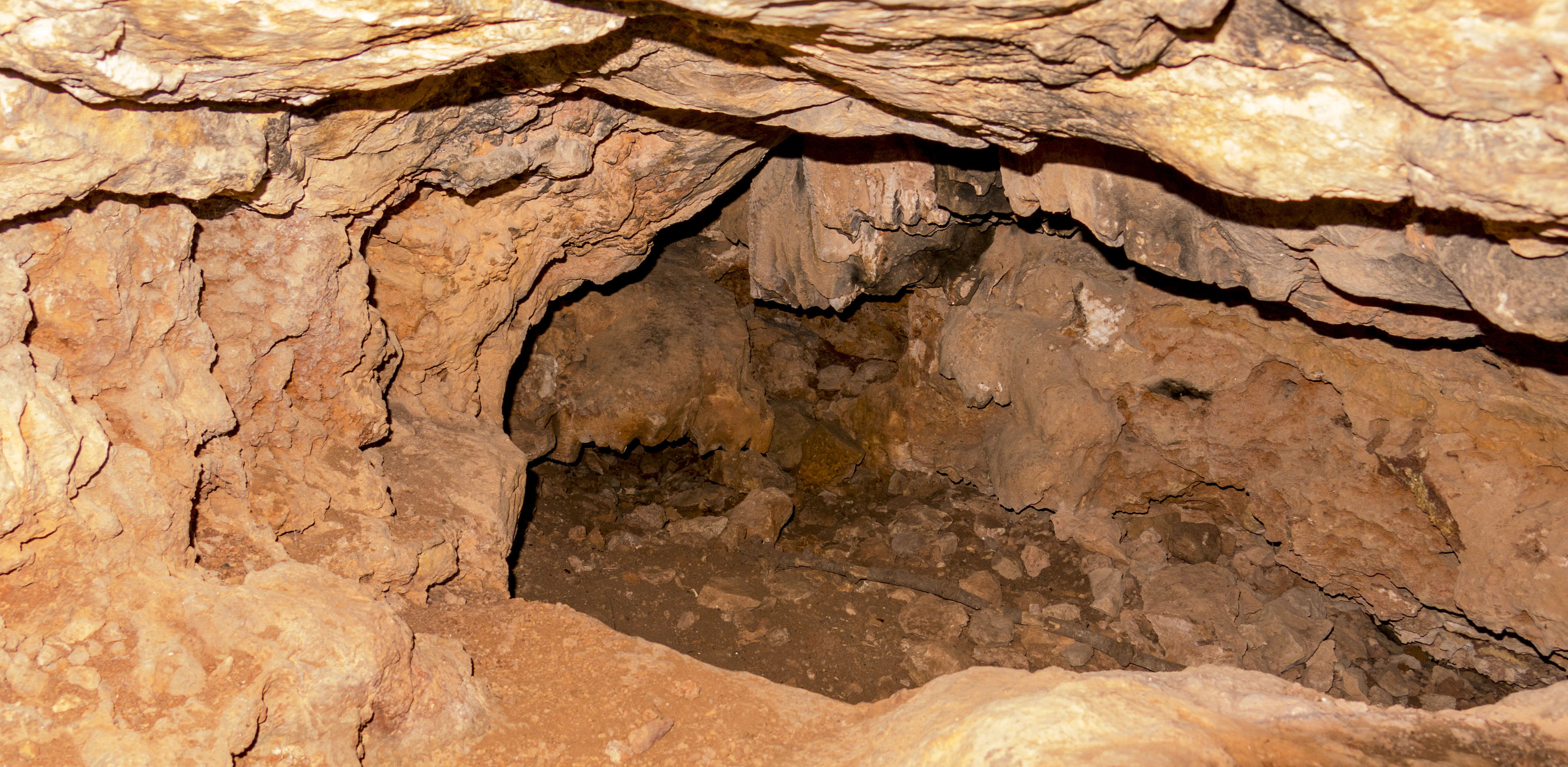
Cueva del Truig
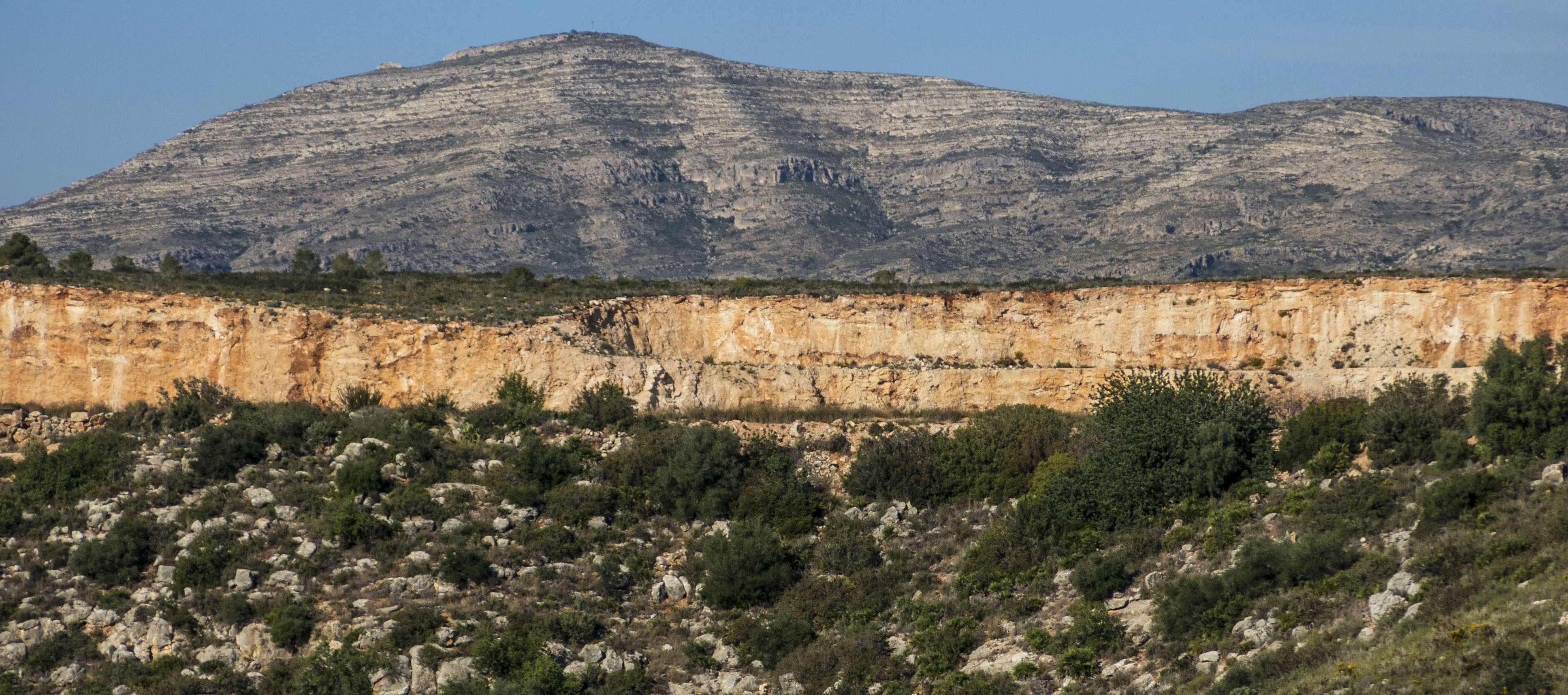
El Matamon, viste desde el paraje